# Маскоти (Баия)
Маскоти (порт. Mascote)  —  муниципалитет в Бразилии, входит в штат Баия. Составная часть мезорегиона Юг штата Баия. Входит в экономико-статистический микрорегион Ильеус-Итабуна. Население составляет 13 114 человек на 2006 год. Занимает площадь 709,253 км². Плотность населения — 18,5 чел./км².

## История
Город основан 19 июля 1962 года.

## Статистика
- Валовой внутренний продукт на 2003 год составляет 32 580 550,00 реалов (данные: Бразильский институт географии и статистики).
- Валовой внутренний продукт на душу населения на 2003 год составляет 2249,73 реалов (данные: Бразильский институт географии и статистики).
- Индекс развития человеческого потенциала на 2000 год составляет 0,596 (данные: Программа развития ООН).